# ペレアスとメリザンド (シェーンベルク)
交響詩『ペレアスとメリザンド』（"Pelleas und Melisande" Symphonische Dichtung ）作品5は、アルノルト・シェーンベルクが1902年から1903年にかけて作曲した管弦楽曲。

## 概要
シェーンベルク唯一の交響詩である。最初の構想ではオペラを書く予定でいたが、ドビュッシーが先にオペラを作曲して成功したので、最終的には交響詩に落ち着いた。フォーレ、シベリウスの劇付随音楽（ともに組曲に編曲）とも同様に、メーテルランクの『ペレアスとメリザンド』に基づく。
シェーンベルクが無調時代に入る以前の作品で、後期ロマン派風の交響詩であるが、複雑な対位法の駆使、四度和音の使用、交響曲を単一楽章に収めたような形式など、様々な試みがなされている。
1905年1月25日に、ウィーンにて作曲家自身がウィーン演奏協会管弦楽団を指揮して初演された。日本初演は1972年1月12日に、東京文化会館にて若杉弘と日本フィルハーモニー交響楽団により行われた。

## 楽器編成
大規模な4管編成をとっている。
ピッコロ、フルート3（3番はピッコロ持ち替え）、オーボエ3（3番はコーラングレ持ち替え）、コーラングレ、小クラリネット（E♭）、クラリネット3（3番はバス・クラリネット持ち替え）、バス・クラリネット、ファゴット3、コントラファゴット、ホルン8、トランペット4、アルト・トロンボーン、トロンボーン4、コントラバス・テューバ、ティンパニ（2人）、大太鼓、シンバル、タムタム、トライアングル、大きなリュールトロンメル、グロッケンシュピール、ハープ4、弦五部（第1ヴァイオリン16、第2ヴァイオリン16、ヴィオラ12、チェロ12、コントラバス8）
現在ではエルヴィン・シュタインによる3管編成に編曲しなおした版が演奏されることがある。

## 構成
全曲は648小節からなり、約45分を要する。全体はソナタ形式によるが、展開部にスケルツォと緩徐楽章に当たる部分が挿入された形となっている。この形式は『室内交響曲第1番』でも踏襲される。この曲で初めてドミナントの「sus4」の解決しない形の「4度和声」が用いられた。